# Mary Amdur
Mary Ochsenhirt Amdur (18 de febrero de 1921 - 16 de febrero de 1998) fue una toxicóloga estadounidense e investigadora de salud pública que trabajó principalmente en el estudio de los efectos de la contaminación. Ella fue acusada de estudiar los efectos de la niebla tóxica de Donora de 1948, porque analizó específicamente los efectos de inhalar ácido sulfúrico al experimentar con conejillos de Indias. Sus hallazgos sobre los efectos respiratorios relacionados con el ácido sulfúrico la llevaron a verse amenazada, a su financiación, y a perder su trabajo en la Escuela de Salud Pública de Harvard en 1953. Sin inmutarse por este revés, continuó su investigación en una papel diferente en Harvard, y posteriormente en el Instituto de Tecnología de Massachusetts ( MIT) y la Universidad de Nueva York. A pesar de la temprana controversia relacionada con su trabajo, se especializó en la creación de estándares en la contaminación del aire, y hacia el final de su vida recibió numerosos premios y galardones.

## Primeros años
Mary Amdur nació en 1921 en Donora, Pensilvania. Recibió una licenciatura en química en 1943 de la Universidad de Pittsburgh, trasladándose a la Universidad de Cornell para estudiar bioquímica a nivel de posgrado. Recibió su doctorado en bioquímica en 1946, escribiendo su tesis sobre el Role of Manganese and Choline in Bone Formation in the Rat. Después de obtener su doctorado, trabajó en la enfermería de ojos y oídos de Massachusetts antes de unirse al equipo de Philip Drinker en la Escuela de Salud Pública de Harvard en 1949. En 1953 se había casado con otro científico en el campo, Benjamin Amdur, con quien tuvo un hijo, David.

## Investigación
La American Smelting and Refining Company (ASARCO) financió a Drinker para investigar la niebla tóxica de Donora de 1948, ya que la empresa tenía interés en demostrar que sus principales contaminantes (ácido sulfúrico y dióxido de azufre) no habían contribuido significativamente al daño que causaba. A mediados de 1953, Amdur y su esposo desarrollaron un método para rociar una combinación de niebla de ácido sulfúrico y dióxido de azufre en cámaras húmedas que contenían conejillos de indias para investigar el daño que causaría a sus pulmones. Se utilizaron cobayas porque respiran más profundamente a través de la boca que los roedores más pequeños que respiran por la nariz. Los Amdurs compraron sus propios conejillos de indias para el mini proyecto y pasaron un fin de semana de vacaciones investigando.
Amdur presentó los resultados del experimento, que la inhalación de la combinación de niebla provocó efectos dramáticos en la respiración, la pérdida de peso y enfermedad pulmonar, a la Asociación Estadounidense para el Avance de la Ciencia en su reunión anual en diciembre de 1953. Luego escribió un documento condenatorio sobre los efectos de los niveles más bajos de ácido sulfúrico en los humanos, niveles similares a los de la niebla de 1948. El documento y su intento de presentar los hallazgos asociados a la Asociación Estadounidense de Higiene Industrial le causaron muchas dificultades. Como Drinker había recibido fondos de ASARCO, la administración de la compañía asumió que tendrían influencia sobre lo que se publicó. Cuando Amdur regresó de la reunión, Drinker exigió que retirara su nombre del periódico, a pesar de que ya había sido aceptado. Amdur rechazó las demandas de Drinker, por lo que se eliminó su puesto en el personal de la empresa y se quedó sin puesto laboral. El documento nunca fue publicado.
Trasladó su investigación al cercano Instituto de Tecnología de Massachusetts (MIT) y aceptó un ascenso a profesora, asegurándose fondos para doce años. Cuando se trasladó, su nuevo enfoque fue el papel de los metales en la inhalación de ácido sulfúrico. Insatisfecha con la atención que recibió la investigación en el MIT, se mudó al Instituto de Medicina Ambiental en la Universidad de Nueva York en 1989 como científica e investigadora sénior, donde permaneció hasta su jubilación en 1996.
Amdur murió el 16 de febrero de 1998 de un ataque cardíaco al regresar de unas vacaciones en Hawái.